# José Narlaly
Jose Thomas Narlaly OSsT (Karur, 28 de dezembro de 1953) é presbítero indiano da Igreja Católica Romana. Foi superior geral da Ordem da Santíssima Trindade para a Redenção dos Cativos entre 2007 e 2019.

## Biografia
Nasceu na comunidade de Karur, no estado de Kerala, Índia. Era o quinto dos onze filhos de uma família agrícola produtora de plátanos. Uma irmã mais nova é religiosa da Congregação das Irmãs da Santíssima Trindade.
Pe. José é o primeiro trinitário oriundo da Índia. Ingressou na ordem na província dos Estados Unidos em 1973 em Baltimore. Aí realizou seus estudos de filosofia e de literatura inglesa e fez seu noviciado e sua profissão simples no Mosteiro da Santíssima Trindade em Pikesville, Maryland. Em 1978, foi para Roma, Itália, formando-se em teologia e direito canônico na Pontifícia Universidade Santo Tomás de Aquino. Também na capital italiana fez seus votos perpétuos, em 25 de março de 1980. Foi ordenado sacerdote em seu povoado natal, na Índia, segundo o rito oriental, em 19 de dezembro de 1981.
Retornou imediatamente para os Estados Unidos como promotor das missões e, em Toronto, Canadá, trabalhou numa paróquia trinitária servindo a comunidade de imigrantes italianos. Em 1984, de volta à Índia onde, com outro confrade indiana, fundou a primeira comunidade trinitária naquele país. Aí permaneceu até 2001, trabalhando sobretudo na área de formação de jovens de promoção vocacional. O capítulo geral de Roma nesse ano elegeu-o vigário geral da Ordem e, posteriormente, assumiu também o cargo de presidente do Secretariado de Formação.
Por ocasião do tsunâmi que devastou a Índia no Natal de 2004, Pe. José Narlaly foi o coordenador de todas as ajudas enviadas pela Ordem e pela Família Trinitária, além de diretor dos projetos trinitários no estado de Tamil Nadu.
Em 1 de junho de 2007, no capítulo geral celebrado em Monramanga, Madagascar, foi eleito ministro geral, isto é, superior geral, da Ordem da Santíssima Trindade para Redenção dos Cativos. Sucedeu ao religioso espanhol Pe. José Hernández Sánchez, finalizando um mandato de doze anos. Pe. José tornou-se o 85º sucessor de São João da Mata, fundador da Ordem, e o primeiro asiático a ocupar o cargo. Foi reconduzido ao cargo no capítulo geral de 2013 para mais um sexênio. Finalmente, no capítulo geral de 2019, foi substituído pelo italiano Pe. Luigi Buccarello.
Pe. José Narlaly é fluente em inglês, malabar, espanhol, italiano e francês e, desde abril de 2021, serve na Arquidiocese de Baltimore, EUA, como pároco associado nas paróquias de São Lourenço Mártir em Hanôver, e Ressurreição de Nosso Senhor em Laurel, Maryland, EUA, sendo nessa última também vigário para o ministério hispânico.